# 1961 w filmie
Wydarzenia filmowe w 1961 roku.

## Wydarzenia
- TWA jako pierwsza linia lotnicza wprowadziła na stałe projekcje filmowe dla pasażerów podczas lotów

## Premiery

### Filmy polskie
- 12 stycznia - Historia współczesna - reż. Wanda Jakubowska
- 20 stycznia - Ostrożnie Yeti - reż. Andrzej Czekalski
- 9 lutego - Matka Joanna od Aniołów - reż. Jerzy Kawalerowicz
- 25 lutego - Marysia i krasnoludki - reż. Jerzy Szeski
- 3 marca - Szczęściarz Antoni - reż. Halina Bielińska
- 23 marca - Rozstanie - reż. Wojciech Jerzy Has
- 4 kwietnia - Mąż swojej żony - reż. Stanisław Bareja
- 11 kwietnia - Czas przeszły - reż. Leonard Buczkowski
- 21 kwietnia - Odwiedziny prezydenta – reż. Jan Batory
- 28 kwietnia - Rzeczywistość - reż. Antoni Bohdziewicz
- 11 maja - Ludzie z pociągu - reż. Kazimierz Kutz
- 4 września - Dziś w nocy umrze miasto – reż. Jan Rybkowski
- 7 września - Droga na Zachód - reż. Bohdan Poręba
- 11 września - Samson - reż. Andrzej Wajda
- 13 września - Przeciwko bogom - reż. Hubert Drapella
- 19 września - Milczące ślady – reż. Zbigniew Kuźmiński
- 2 października - Świadectwo urodzenia - reż. Stanisław Różewicz
- 12 października - Ogniomistrz Kaleń – reż. Ewa Petelska
- 19 października - Drugi człowiek - reż. Konrad Nałęcki
- 8 listopada - Kwiecień - reż. Witold Lesiewicz
- 17 listopada - Nafta - reż. Stanisław Lenartowicz
- 5 grudnia - Zaduszki - reż. Tadeusz Konwicki
- 28 grudnia - Historia żółtej ciżemki – reż. Sylwester Chęciński
- 29 grudnia - Zuzanna i chłopcy - reż. Stanisław Możdżeński

### Filmy zagraniczne
- 101 dalmatyńczyków
- A jak Andromeda
- Ada
- Bilardzista
- Doktor Kildare
- Drugi człowiek
- Działa Navarony (The Guns of Navarone) – reż. J. Lee Thompson
- Fanny – reż. Joshua Logan
- Jak w zwierciadle (Såsom i en spegel) – reż. Ingmar Bergman
- Król królów (King of Kings) – reż. Nicholas Ray
- Straż przyboczna – reż. Akira Kurosawa
- Śniadanie u Tiffany’ego (Breakfast at Tiffany’s) – reż. Blake Edwards
- Tak długa nieobecność (Une aussi longue absence) – reż. Henri Colpi
- West Side Story – reż. Jerome Robbins, Robert Wise
- Wiosenna bujność traw – reż. Elia Kazan
- Wyrok w Norymberdze
- Viridiana – reż. Luis Buñuel
- Zeszłego roku w Marienbadzie (L'année dernière à Marienbad) – reż. Alain Resnais
- The Green Helmet – reż. Michael Forlong
- Pytanie 7 – reż. Stuart Rosenberg
- Czarny żwir – reż. Helmut Käutner
- Diary of a Nudist – reż. Doris Wishman

## Nagrody filmowe
- Oskary
  - Najlepszy film – West Side Story
  - Najlepszy aktor – Maximilian Schell za rolę w filmie Wyrok w Norymberdze
  - Najlepsza aktorka – Sophia Loren za rolę w filmie Matka i córka
  - Wszystkie kategorie: Oskary w roku 1961
- Festiwal w Cannes
  - Złota Palma:
    - Luis Buñuel – Viridiana
    - Henri Colpi – Tak długa nieobecność (Une aussi longue absence)
- Międzynarodowy Festiwal Filmowy w Berlinie
  - Złoty Niedźwiedź: Michelangelo Antonioni – Noc (La notte)

## Urodzili się
- 2 stycznia – Mirosław Siedler, polski aktor
- 7 lutego – Maria Probosz, polska aktorka (zm. 2010)
- 1 kwietnia – Paweł Królikowski, polski aktor (zm. 2020)
- 3 kwietnia – Eddie Murphy, amerykański aktor
- 26 kwietnia – Joan Chen, chińsko-amerykańska aktorka
- 4 maja – Monika Rosca, polska pianistka i aktorka dziecięca
- 6 maja – George Clooney, amerykański aktor i reżyser
- 14 maja – Tim Roth, brytyjski aktor
- 24 maja – Dariusz Gnatowski, polski aktor (zm. 2020)
- 9 czerwca – Michael J. Fox, amerykański aktor
- 17 lipca – Zbigniew Zamachowski, polski aktor
- 30 lipca – Laurence Fishburne, amerykański aktor
- 22 sierpnia – Cezary Żak, polski aktor
- 25 sierpnia - Joanne Whalley, brytyjska aktorka
- 28 sierpnia – Jennifer Coolidge, amerykańska aktorka
- 4 września – Beata Paluch, polska aktorka
- 18 września – James Gandolfini, amerykański aktor (zm. 2013)
- 22 września – Scott Baio, amerykański aktor
- 25 września – Heather Locklear, amerykańska aktorka
- 10 października – Danuta Stenka, polska aktorka
- 31 października – Peter Jackson, anowozelandzki reżyser
- 19 listopada – Meg Ryan, amerykańska aktorka
- 28 listopada – Alfonso Cuarón, meksykański reżyser
- 26 grudnia – Tahnee Welch, amerykańska aktorka

## Zmarli
- 12 marca – Belinda Lee, angielska aktorka (ur. 1935)
- 13 maja – Gary Cooper, amerykański aktor filmowy (ur. 1901)
- 26 sierpnia – Gail Russell, amerykańska aktorka filmowa i telewizyjna (ur. 1924)
- 11 października – Chico Marx, jeden z braci Marx (ur. 1887)
- 29 października – Guthrie McClintic, amerykański reżyser filmowy i teatralny oraz producent (ur. 1893)
- 18 listopada – Eduard Tisse, radziecki operator (ur. 1897)